# Gorsza siostra
Gorsza siostra − amerykańska komedia romantyczna z 1999 roku.

## Obsada
- Juliette Lewis − Carla Tate
- Diane Keaton − Elizabeth Tate
- Tom Skerritt − Radley Tate
- Poppy Montgomery − Caroline Tate
- Sarah Paulson − Heather Tate
- Giovanni Ribisi − Daniel McMahon
- Linda Thorson − Drew
- Héctor Elizondo − Ernie
- Juliet Mills − Winnie

## Nagrody i nominacje
Złota Malina 1999
- Najgorsza aktorka drugoplanowa – Juliette Lewis (nominacja)[1]